# Dessins sur le sable du Vanuatu
Les dessins sur le sable du Vanuatu sont une tradition du Vanuatu et une composante notable de la culture nationale. Cette tradition est localisée principalement dans le centre et le nord du Vanuatu.

## Description
Moyens de communication éphémère (il y a de nombreux dialectes et langues dans l'archipel), ils entrent également dans le cadre de rituels traditionnels et ont donc une fonction sociale.  Le tracé des dessins est accompagné de chants et récits. Réalisés avec le doigt par des spécialistes, les dessins sont géométriques et souvent symétriques.
Cette tradition a été inscrite en 2008 sur la liste représentative du patrimoine culturel immatériel de l'UNESCO.

### Filmographie
- Les dessins sur le sable de Vanuatu, UNESCO, 2008, 1 DVD-Rom (10 min 04 s) + documents d'accompagnement (formulaire de candidature, consentement des communautés, diaporama)